# Mateo Carabajal
Mateo Carabajal (Pehuajó, 21 februari 1997) is een Argentijns voetballer die sinds 2021 onder contract ligt bij Independiente del Valle. Carabajal is een centrale verdediger.

## Clubstatistieken
| Seizoen     | Club                    | Competitie       | Competitie | Competitie | Competitie | Beker | Beker | Beker | Internationaal | Internationaal | Internationaal | Totaal | Totaal | Totaal |
| Seizoen     | Club                    | Competitie       | Wed.       | Dlp.       | Ass.       | Wed.  | Dlp.  | Ass.  | Wed.           | Dlp.           | Ass.           | Wed.   | Dlp.   | Ass.   |
| ----------- | ----------------------- | ---------------- | ---------- | ---------- | ---------- | ----- | ----- | ----- | -------------- | -------------- | -------------- | ------ | ------ | ------ |
| 2018        | Arsenal Sarandí         | Superliga        | 2          | 0          | 0          | 0     | 0     | 0     | —              | —              | —              | 2      | 0      | 0      |
| 2019        | Arsenal Sarandí         | Primera Nacional | 8          | 0          | 0          | 0     | 0     | 0     | —              | —              | —              | 8      | 0      | 0      |
| 2020        | Arsenal Sarandí         | Superliga        | 21         | 2          | 0          | 2     | 0     | 0     | —              | —              | —              | 23     | 2      | 0      |
| 2021        | Arsenal Sarandí         | Superliga        | 10         | 1          | 0          | 0     | 0     | 0     | 7              | 0              | 0              | 17     | 1      | 0      |
| Club Totaal | Club Totaal             | Club Totaal      | 41         | 3          | 0          | 2     | 0     | 0     | 7              | 0              | 0              | 50     | 3      | 0      |
| 2021        | Independiente del Valle | Serie A          | 14         | 0          | 0          | 0     | 0     | 0     | —              | —              | —              | 14     | 0      | 0      |
| 2022        | Independiente del Valle | Serie A          | 25         | 0          | 1          | 7     | 1     | 0     | 11             | 0              | 0              | 43     | 1      | 1      |
| 2023        | Independiente del Valle | Serie A          | 23         | 0          | 0          | 1     | 0     | 0     | 9              | 1              | 0              | 33     | 1      | 0      |
| 2024        | Independiente del Valle | Serie A          | 21         | 0          | 0          | 3     | 0     | 0     | 8              | 0              | 0              | 32     | 0      | 0      |
| 2025        | Independiente del Valle | Serie A          | 8          | 0          | 0          | 0     | 0     | 0     | 2              | 0              | 0              | 10     | 0      | 0      |
| Club Totaal | Club Totaal             | Club Totaal      | 91         | 0          | 1          | 11    | 1     | 0     | 30             | 1              | 0              | 132    | 2      | 1      |
| TOTAAL      | TOTAAL                  | TOTAAL           | 132        | 3          | 1          | 13    | 1     | 0     | 37             | 1              | 0              | 182    | 5      | 1      |

Bijgewerkt op 8 juni 2022.